# Галатро
Га̀латро (на италиански: Galatro) е село и община в Южна Италия, провинция Реджо Калабрия, регион Калабрия. Разположено е на 158 m надморска височина. Населението на общината е 1753 души (към 2012 г.).